# Isotope
Gli Isotope sono stati un gruppo musicale jazz rock inglese formatisi a Canterbury nel 1972.

## Storia del gruppo
Gary Boyle fondò la band nel giugno del 1972 e il primo album, Isotope, fu in gran parte composto dal tastierista Brian Miller. Jeff Clyne suonò il basso e Nigel Morris la batteria. Nel 1974 Clyne e Miller lasciarono, ma furono sostituiti rispettivamente da Hugh Hopper e Laurence Scott (7 febbraio 1946). Dopo il tour, questa nuova formazione registrò il secondo album, Illusion. Alla fine del 1974 la band apparve in un film sulla BBC 2, The Old Grey Whistle Test, suonando Spanish Sun tratto dall'album.
Seguirono altri tour e ci furono vari cambiamenti di personale. Deep End fu registrato nel 1976 con due tastieristi Zoe Kronberger e Frank Roberts. Hopper suonò in un brano, ma il basso venne interpretato da Dan K. Brown.
Boyle successivamente si concentrò su una carriera da solista.

## Formazione
- Gary Boyle - chitarra
- Jeff Clyne - basso (1973-74)
- Hugh Hopper - basso (1974-76)
- Bundy K. Brown - basso (1976)
- Brian Miller - tastiere, sintetizzatore (1973-74)
- Laurence Scott - tastiere (1974-75)
- Zoe Kronberger - tastiere (1976)
- Frank Roberts - pianoforte (1976)
- Nigel Morris - batteria (1973-76)

## Discografia

### Album in studio
- 1974 - Isotope
- 1974 - Illusion
- 1976 - Deep End

### Album dal vivo
- 2004 - Live at the BBC
- 2008 - Golden Section

### Raccolte
- 1977 - The Best of Isotope
- 1995 - Isotope / Ilusion